# Neydhartinger Moor
Das Neydhartinger Moor ist ein Flachmoor in der Marktgemeinde Bad Wimsbach-Neydharting in Oberösterreich. Das Moor wurde 2005 von der oberösterreichischen Landesregierung zum Naturschutzgebiet erklärt.

## Lage
Das Naturschutzgebiet Neydhartinger Moor befindet sich rund 2,5 km südwestlich des Ortes Bad Wimsbach-Neydharting und entstand in der voralpinen Moränenlandschaft. Im Süden begrenzen die nahegelegenen Ortschaften Bergham und Haag, im Nordwesten die Ortschaften Ellnkam und Faham, im Osten die Ortschaften Mittlere Au und Aigen die Schutzgebietsfläche.

## Beschreibung

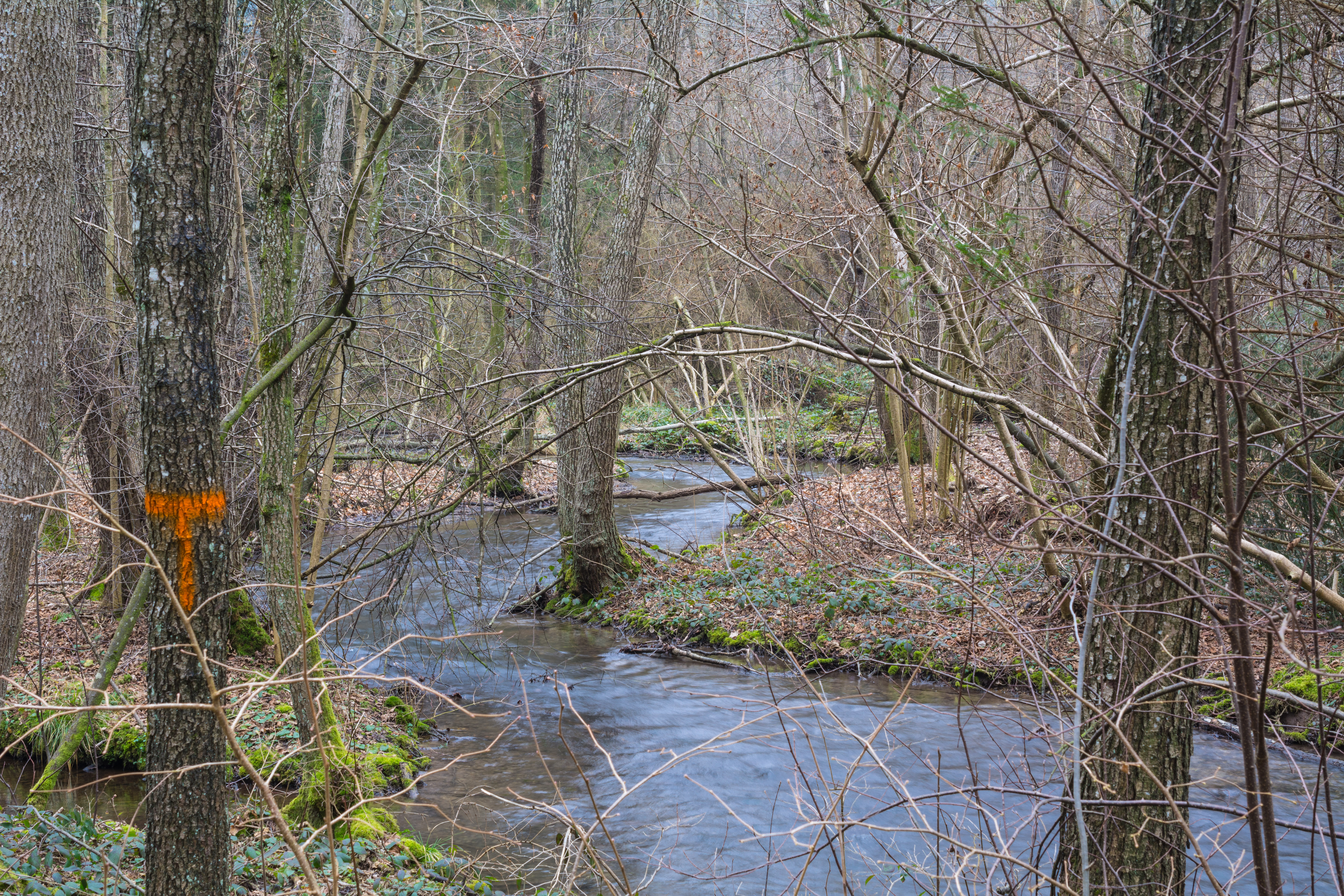
Der Wimbach am Moorabfluss

Im Verlauf mehrerer Jahrtausende verlandete ein kleiner eiszeitlicher Gletschersee durch intensives Pflanzenwachstum. Die Biomasse versank in ihrem Vegetationszyklus immer wieder im Wasser und bildete so das Moor, welches derzeit vom Wimbach durchflossen wird.
Die Naturschutzgebietsfläche wurde durch Entwässerungsmaßnahmen und Torfabbau stark beeinträchtigt. Der hohe Bestand an Sträuchern und Bäumen beeinträchtigte den ursprünglichen Moorkomplex zusätzlich und führte zu einer weiteren Entwässerung des Moores. Für die zu schützenden Areale wurde eine Fläche von 15,9412 ha mit einer erhaltenen artenreichen Moorlandschaft ausgewählt.

## Flora und Fauna
Auf den miteinander vernetzten Lebensräumen finden viele Tier- und Pflanzenarten die auf diese speziellen Lebensräume im Moor und Moorbruchwald angewiesen sind Nahrung und einen Rückzugsort. Aus den angrenzenden strukturreichen Arealen entlang des Wimbaches können Vogelarten und Säugetiere beobachtet werden, welche die Wechselzonen zwischen dem Moorkomplex, den mit Bäumen bestockten Gebieten und den Entwässerungsgräben mit vorhandenen kleinen Tümpeln als Habitate bewohnen.

### Flora
Im Naturschutzgebiet wurden folgende teilweise seltene Pflanzenarten nachgewiesen:
Das Leberblümchen (Hepatica nobilis), der Bach-Ehrenpreis (Veronica beccabunga), der Rainfarn (Tanacetum vulgare), der Gewöhnliche Wasserdost (Eupatorium cannabinum), die Sumpfdotterblume (Caltha palustris), der Riesen-Schachtelhalm (Equisetum telmateia), der Hain-Wachtelweizen (Melampyrum nemorosum), der Schmalblättrige Merk (Berula erecta), der Gewöhnliche Blutweiderich (Lythrum salicaria), der Gewöhnliche Gilbweiderich (Lysimachia vulgaris), das Echte Mädesüß (Filipendula ulmaria), das Schilfrohr (Phragmites australis), das Zottige Weidenröschen (Epilobium hirsutum), der Bunte Hohlzahn (Galeopsis speciosa) und die Wald-Witwenblume (Knautia dipsacifolia).

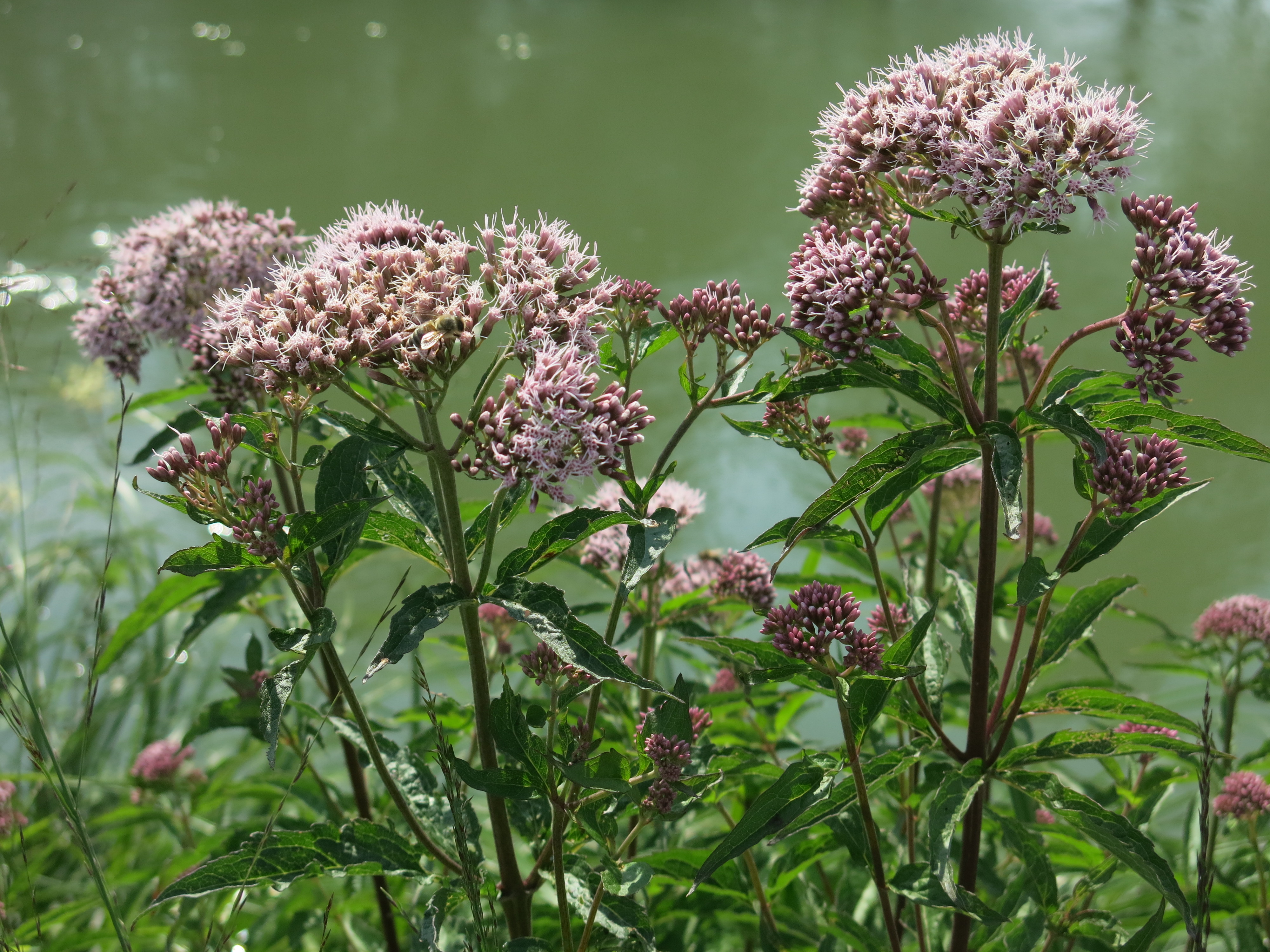
Gewöhnlicher Wasserdost (Beispielfoto)

### Fauna
Beispielhaft wurden folgende Tierarten im Naturschutzgebiet beobachtet:
Der Gimpel (Pyrrhula pyrrhula), der Grünfink (Chloris chloris), der Bergfink (Fringilla montifringilla) und die Kohlmeise (Parus major).

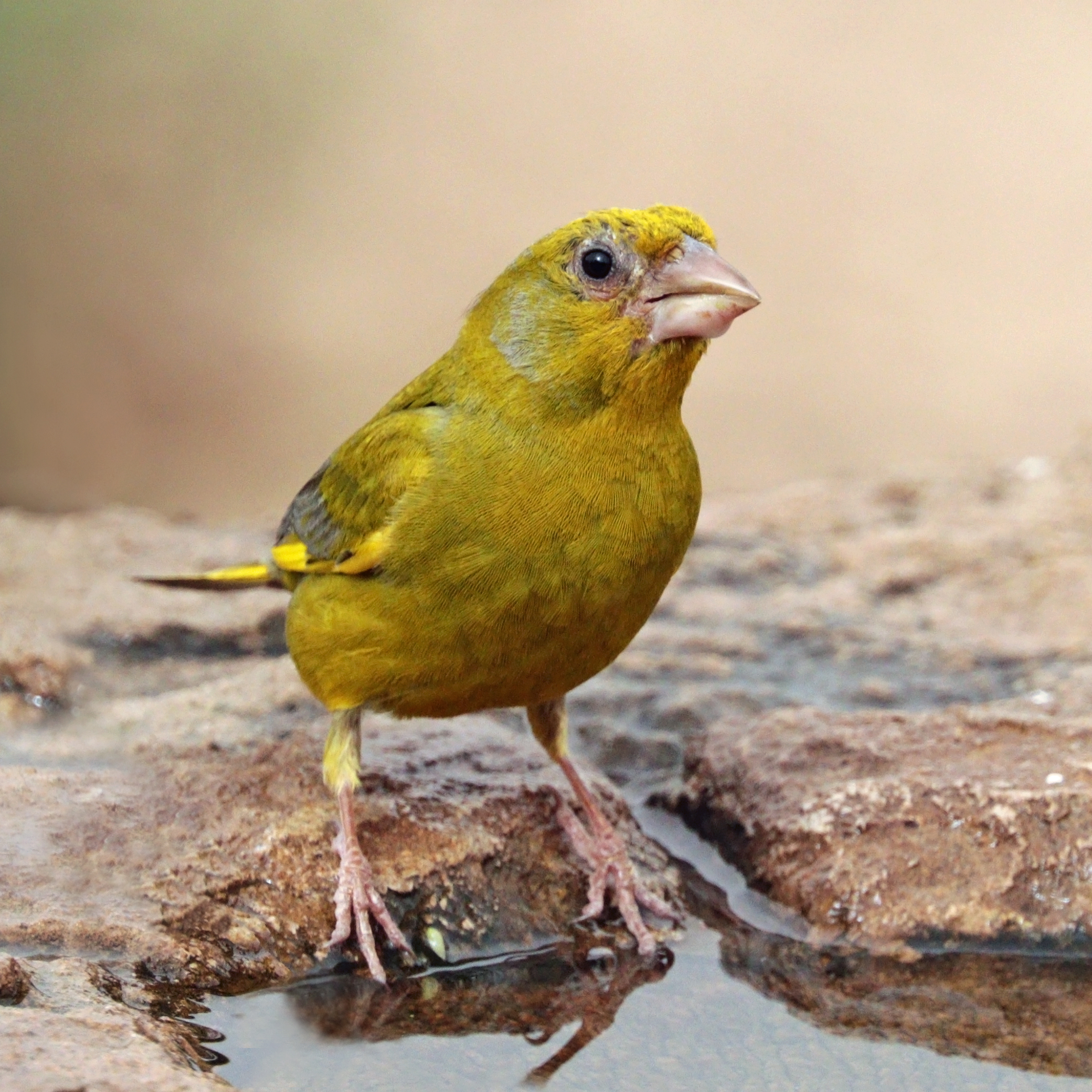
Grünfink (Beispielfoto)

## Moorbad
Am Rande des Moors befindet sich das bereits 1050 urkundlich erwähnte Moorbad Neydharting, wo bereits Paracelsus als Kurarzt tätig war. Das von Otto Stöber nach dem Zweiten Weltkrieg gegründete Österreichische Moorforschungsinstitut in Neydharting, untersuchte das Moor wissenschaftlich hinsichtlich seiner Wirkung als Heilmoor.